# Jairo Torres
Ían Jairo Torres Ramírez (Guadalajara, Jalisco; 5 de julio del 2000) es un futbolista mexicano. Juega como extremo y su actual equipo es el Fútbol Club Juárez de la Primera División de México.

## Trayectoria

### Atlas Fútbol Club
Torres comenzó jugando en la categoría Sub-13 de los rojinegros del Atlas en el año 2012. Pasando los años fue subiendo de categoría, teniendo participación con los equipos Sub-15, Sub-17 y Sub-20 del equipo rojinegro. Su debut oficial se dio el 19 de noviembre de 2016 en un partido correspondiente a la jornada 17 del Apertura 2016 entrando de cambio al minuto 45' por Rodolfo Salinas, en el cual su equipo terminó cayendo por la mínima diferencia ante los Jaguares de Chiapas.
Anotó su primer gol como profesional el 5 de abril de 2019 en un partido de liga ante el Veracruz, haciéndolo al minuto 88' y ayudando a su equipo a ganar el partido por un gol a cero.

### Chicago Fire
El 19 de febrero de 2022 se hace oficial su llegada al Chicago Fire firmando un contrato hasta 2025. Su primer partido fue el 14 de mayo en liga ante el FC Cincinnati entrando de cambio al 71' por Christopher Mueller, al final su equipo terminaría perdiendo por marcador de 1-2.

## Selección nacional

### Sub-17

#### Campeonato Sub-17
Fue convocado para el Campeonato Sub-17 de la Concacaf de 2017 por Mario Arteaga.

#### Mundial Sub-17
El 14 de noviembre de 2017 Torres es incluido en la lista definitiva de jugadores qué disputarían la Copa Mundial de Fútbol Sub-17 de 2017 en la India.
| Selección | País   | PJ | G | Año  |
| --------- | ------ | -- | - | ---- |
| Sub-17    | México | 10 | 3 | 2017 |

#### Partidos internacionalesSub-17
| #   | Fecha                 | Estadio                                              | Selección | Rtdo.           | Oponente       | Goles   | Competición            | Sust. |
| --- | --------------------- | ---------------------------------------------------- | --------- | --------------- | -------------- | ------- | ---------------------- | ----- |
| 1.  | 23 de abril de 2017   | Estadio Maracaná de Panamá, Ciudad de Panamá, Panamá | México    | 6-0             | El Salvador    |         | Campeonato Sub-17 2017 | 90'   |
| 2.  | 27 de abril de 2017   | Estadio Maracaná de Panamá, Ciudad de Panamá, Panamá | México    | 3-4             | Estados Unidos |         | Campeonato Sub-17 2017 | 90'   |
| 3.  | 30 de abril de 2017   | Estadio Maracaná de Panamá, Ciudad de Panamá, Panamá | México    | 5-1             | Jamaica        | 25' 35' | Campeonato Sub-17 2017 | 90'   |
| 4.  | 4 de mayo de 2017     | Estadio Maracaná de Panamá, Ciudad de Panamá, Panamá | México    | 1-0             | Panamá         | 32'     | Campeonato Sub-17 2017 | 90'   |
| 5.  | 6 de mayo de 2017     | Estadio Maracaná de Panamá, Ciudad de Panamá, Panamá | México    | 6-1             | Costa Rica     |         | Campeonato Sub-17 2017 | 60'   |
| 6.  | 7 de mayo de 2017     | Estadio Maracaná de Panamá, Ciudad de Panamá, Panamá | México    | 1-1 5-4 Penales | Estados Unidos |         | Campeonato Sub-17 2017 | 90'   |
| 7.  | 8 de octubre de 2017  | Yuva Bharati Krirangan, Calcuta, India               | México    | 1-1             | Irak           |         | Mundial Sub-17 2017    | 90'   |
| 8.  | 11 de octubre de 2017 | Yuva Bharati Krirangan, Calcuta, India               | México    | 2-3             | Inglaterra     |         | Mundial Sub-17 2017    | 78'   |
| 9.  | 14 de octubre de 2017 | Estadio Atlético Indira Gandhi, Guwahati, India      | México    | 0-0             | Chile          |         | Mundial Sub-17 2017    | 90'   |
| 10. | 17 de octubre de 2017 | Estadio Fatorda, Margao, India                       | México    | 1-2             | Irán           |         | Mundial Sub-17 2017    | 90'   |

### Sub-22
Fue convocado para el Torneo Esperanzas de Toulon de 2019 por Jaime Lozano.

### Sub-23
El 14 de mayo de 2021 recibió una convocatoria para disputar una gira de preparación en Marbella, España. El 5 de junio arrancó como titular ante Rumania y salió de cambio al minuto 72', la selección azteca terminó ganando el encuentro por marcador de 0-1. Días después el 8 de junio tuvieron un encuentro ante Arabia Saudita, en donde Torres entró de cambio al minuto 75', el encuentro terminó empatado a un gol.
| Selección | País   | PJ | G | Año             |
| --------- | ------ | -- | - | --------------- |
| Sub-23    | México | 2  | 0 | 2021 - Presente |

#### Partidos internacionalesSub-23
| #  | Fecha              | Estadio                                 | Selección | Rtdo. | Oponente       | Goles | Competición | Sust. |
| -- | ------------------ | --------------------------------------- | --------- | ----- | -------------- | ----- | ----------- | ----- |
| 1. | 5 de junio de 2021 | Municipal de Marbella, Marbella, España | México    | 0-1   | Rumania        |       | Amistoso    | 72'   |
| 2. | 8 de junio de 2021 | Municipal de Marbella, Marbella, España | México    | 1-1   | Arabia Saudita |       | Amistoso    | 75'   |

### Selección absoluta
En 2019 tras sus buenas actuaciones a nivel club fue convocado a la Selección Abosulta para un partido amistoso ante Trinidad y Tobago el 3 de octubre. En dicho encuentro arrancó como suplente y entró de cambio al minuto 46' por Jesús Angulo, al final el partido terminó con una victoria del combinado azteca por marcador de 2-0.
| Club               | País   | PJ | Goles | Periodo         |
| ------------------ | ------ | -- | ----- | --------------- |
| Selección Mexicana | México | 1  | 0     | 2019 - Presente |

### Participación en selección nacional
| Torneo                              | Categoría | Sede    | Resultado        | Partidos | Goles |
| ----------------------------------- | --------- | ------- | ---------------- | -------- | ----- |
| Campeonato de la Concacaf de 2017   | Sub-17    | Panamá  | Campeón          | 6        | 3     |
| Copa Mundial 2017                   | Sub-17    | India   | Octavos de final | 4        | 0     |
| Torneo Esperanzas de Toulon de 2019 | Sub-23    | Francia | Tercer lugar     | 5        | 1     |

## Estadísticas

### Clubes
Actualizado al último partido jugado el 8 de noviembre de 2024.
| Club | Div.          | Temporada     | Liga nacional(1) | Liga nacional(1) | Liga nacional(1) | Copas nacionales(2) | Copas nacionales(2) | Copas nacionales(2) | Torneos internacionales(3) | Torneos internacionales(3) | Torneos internacionales(3) | Total | Total | Total  | Media goleadora |
| Club | Div.          | Temporada     | Part.            | Goles            | Asist.           | Part.               | Goles               | Asist.              | Part.                      | Goles                      | Asist.                     | Part. | Goles | Asist. | Media goleadora |
| --- | ------------- | ------------- | ---------------- | ---------------- | ---------------- | ------------------- | ------------------- | ------------------- | -------------------------- | -------------------------- | -------------------------- | ----- | ----- | ------ | --------------- |
| Atlas de Guadalajara · México                                                                             | 1.ª           | 2016-17       | 1                | 0                | 0                | —                   | —                   | —                   | —                          | —                          | —                          | 1     | 0     | 0      | 0.0             |
| Atlas de Guadalajara · México                                                                             | 1.ª           | 2017-18       | 2                | 0                | 0                | 1                   | 0                   | 0                   | —                          | —                          | —                          | 3     | 0     | 0      | 0.0             |
| Atlas de Guadalajara · México                                                                             | 1.ª           | 2018-19       | 18               | 2                | 1                | 8                   | 0                   | 2                   | —                          | —                          | —                          | 26    | 2     | 3      | 0.08            |
| Atlas de Guadalajara · México                                                                             | 1.ª           | 2019-20       | 20               | 0                | 1                | 4                   | 0                   | 0                   | —                          | —                          | —                          | 24    | 0     | 1      | 0.0             |
| Atlas de Guadalajara · México                                                                             | 1.ª           | 2020-21       | 27               | 4                | 1                | —                   | —                   | —                   | —                          | —                          | —                          | 27    | 4     | 1      | 0.15            |
| Atlas de Guadalajara · México                                                                             | 1.ª           | 2021-22       | 38               | 1                | 3                | —                   | —                   | —                   | —                          | —                          | —                          | 38    | 1     | 3      | 0.03            |
| Atlas de Guadalajara · México                                                                             | Total club    | Total club    | 106              | 7                | 6                | 13                  | 0                   | 2                   | 0                          | 0                          | 0                          | 119   | 7     | 8      | 0.06            |
| Chicago Fire Estados Unidos                                                                               | 1.ª           | 2022          | 14               | 0                | 0                | —                   | —                   | —                   | —                          | —                          | —                          | 14    | 0     | 0      | 0.0             |
| Chicago Fire Estados Unidos                                                                               | 1.ª           | 2023          | 22               | 0                | 0                | 2                   | 0                   | 0                   | 3                          | 0                          | 0                          | 27    | 0     | 0      | 0.0             |
| Chicago Fire Estados Unidos                                                                               | Total club    | Total club    | 36               | 0                | 0                | 2                   | 0                   | 0                   | 3                          | 0                          | 0                          | 41    | 0     | 0      | 0.0             |
| F. C. Juárez · México                                                                                     | 1.ª           | 2024          | 5                | 0                | 1                | —                   | —                   | —                   | —                          | —                          | —                          | 5     | 0     | 1      | 0.0             |
| F. C. Juárez · México                                                                                     | 1.ª           | 2024-25       | 16               | 2                | 2                | —                   | —                   | —                   | 3                          | 0                          | 0                          | 19    | 2     | 2      | 0.11            |
| F. C. Juárez · México                                                                                     | Total club    | Total club    | 21               | 2                | 3                | 0                   | 0                   | 0                   | 3                          | 0                          | 0                          | 24    | 2     | 3      | 0.08            |
| Total carrera                                                                                             | Total carrera | Total carrera | 163              | 9                | 9                | 15                  | 0                   | 2                   | 6                          | 0                          | 0                          | 184   | 9     | 11     | 0.05            |
| (1) Incluye datos de Primera División de México (2016-Act.) (2) Incluye datos de Copa México (2018-Act.). |               |               |                  |                  |                  |                     |                     |                     |                            |                            |                            |       |       |        |                 |

## Palmarés

### Títulos nacionales
| Título               | Club     | País   | Año     |
| -------------------- | -------- | ------ | ------- |
| Liga MX              | Atlas FC | México | 2021    |
| Liga MX              | Atlas FC | México | 2022    |
| Campeón de Campeones | Atlas FC | México | 2021-22 |

### Distinciones individuales
| Distinción                                          | Año  |
| --------------------------------------------------- | ---- |
| Mejor jugador del Campeonato Sub-17 de la Concacaf. | 2017 |